# Camponotus minozzii
Camponotus minozzii é uma espécie de inseto do gênero Camponotus, pertencente à família Formicidae.